# Algoritmo zigurate
O algoritmo zigurate é um algoritmo para amostragem de números pseudoaleatórios . Pertencente à classe de algoritmos de amostragem de rejeição, ele depende de uma fonte subjacente de números aleatórios uniformemente distribuídos, normalmente de um gerador de números pseudoaleatórios, bem como de tabelas pré-calculadas. O algoritmo é usado para gerar valores de uma distribuição de probabilidade monotonicamente decrescente . Também pode ser aplicado a distribuições unimodais simétricas, como a distribuição normal, escolhendo um valor de uma metade da distribuição e, em seguida, escolhendo aleatoriamente de qual metade o valor é considerado como tendo sido extraído. Foi desenvolvido por George Marsaglia e outros na década de 1960.
Um valor típico produzido pelo algoritmo requer apenas a geração de um valor de ponto flutuante aleatório e um índice de tabela aleatório, seguido por uma consulta de tabela, uma operação de multiplicação e uma comparação. Às vezes (2,5% do tempo, no caso de uma distribuição normal ou exponencial ao usar tamanhos de tabela típicos) mais cálculos são necessários. No entanto, o algoritmo é computacionalmente muito mais rápidodo que os dois métodos mais comumente usados para gerar números aleatórios distribuídos normalmente, o método polar de Marsaglia e a transformada de Box-Muller, que requerem pelo menos um logaritmo e um cálculo de raiz quadrada para cada par de valores gerados. No entanto, como o algoritmo zigurate apresenta maior complexidade de implementação, ele é melhor usado quando grandes quantidades de números aleatórios são necessárias.
O termo algoritmo zigurate data do artigo de Marsaglia com Wai Wan Tsang em 2000; é assim chamado porque é conceitualmente baseado na cobertura da distribuição de probabilidade com segmentos retangulares empilhados em ordem decrescente de tamanho, resultando em uma figura que se assemelha a um zigurate .

O algoritmo zigurate é usado para gerar valores de amostra com uma distribuição normal. (Somente valores positivos são mostrados para simplificar.) Os pontos rosas são inicialmente números aleatórios uniformemente distribuídos. A função de distribuição desejada é primeiro segmentada em áreas iguais "A". Uma camada i é selecionada aleatoriamente pela fonte uniforme à esquerda. Em seguida, um valor aleatório da fonte superior é multiplicado pela largura da camada escolhida, e o resultado é testado em x para ver em qual região da camada ele se enquadra, com 3 resultados possíveis: 1) (esquerda, região preta sólida) a amostra está claramente abaixo da curva e pode ser emitida imediatamente, 2) (direita, região listrada verticalmente) o valor da amostra pode estar abaixo da curva e deve ser testado mais detalhadamente. Nesse caso, um valor y aleatório dentro da camada escolhida é gerado e comparado com f(x). Se for menor, o ponto estará abaixo da curva e o valor x será gerado. Caso contrário (terceiro caso), o ponto escolhido x é rejeitado e o algoritmo é reiniciado do início.

## Teoria da operação
O algoritmo zigurate é um algoritmo de amostragem de rejeição; ele gera aleatoriamente um ponto em uma distribuição ligeiramente maior que a distribuição desejada e, então, testa se o ponto gerado está dentro da distribuição desejada. Caso contrário, ele tenta novamente. Dado um ponto aleatório abaixo de uma curva de densidade de probabilidade, sua coordenada x é um número aleatório com a distribuição desejada.
A distribuição escolhida pelo algoritmo zigurate é composta por n regiões de área igual; n − 1 retângulos que cobrem a maior parte da distribuição desejada, sobre uma base não retangular que inclui a cauda da distribuição.
Dada uma função de densidade de probabilidade decrescente monótona f(x), definida para todo x ≥ 0, a base do zigurate é definida como todos os pontos dentro da distribuição e abaixo de y 1 = f(x1). Consiste em uma região retangular de (0, 0) a (x1 , y1), e a cauda (tipicamente infinita) da distribuição, onde x > x1 (e y < y1 ).
Esta camada (vamos chamá-la camada 0) tem área A . Em cima dela, adicione uma camada retangular de largura x1 e altura A / x1, para que ela também tenha área A. O topo desta camada está na altura y 2 = y1 + A / x1, e intercepta a função de densidade em um ponto ( x2 , y2 ), onde y2 = f(x2). Esta camada inclui todos os pontos na função de densidade entre y 1 e y 2, mas (ao contrário da camada base) também inclui pontos como (x1 , y2) que não estão na distribuição desejada.
Outras camadas são então empilhadas em cima. Para usar uma tabela pré-computada de tamanho n ( n = 256 é típico), escolhe-se x1 tal que xn = 0, o que significa que a caixa superior, camada n − 1, atinge o pico da distribuição em (0, f(0)) exatamente.
A camada i se estende verticalmente de y i para yi +1, e pode ser dividido em duas regiões horizontalmente: a porção (geralmente maior) de 0 a xi +1 que está inteiramente contido na distribuição desejada, e a (pequena) porção de xi +1 para xi, que está apenas parcialmente contido.
Ignorando por um momento o problema da camada 0, e dadas as variáveis aleatórias uniformes U0 e U1 ∈ [0,1), o algoritmo do zigurate pode ser descrito como:
1. Escolha uma camada aleatória 0 ≤ i < n .
2. Seja x = U0xi .
3. Se x < xi +1, retorna x .
4. Seja y = yi + U1 ( yi +1 − yi ).
5. Calcule f(x). Se y < f(x), retorne x .
6. Caso contrário, escolha novos números aleatórios e volte para a etapa 1.

O passo 1 consiste em escolher uma coordenada y de baixa resolução. A etapa 3 testa se a coordenada x está claramente dentro da função de densidade desejada sem saber mais sobre a coordenada y. Caso contrário, a etapa 4 escolhe uma coordenada y de alta resolução e a etapa 5 faz o teste de rejeição.
Com camadas muito próximas, o algoritmo termina na etapa 3 em uma fração muito grande do tempo. Para a camada superior n − 1, no entanto, esse teste sempre falha, porque xn = 0.
A camada 0 também pode ser dividida em uma região central e uma borda, mas a borda é uma cauda infinita. Para usar o mesmo algoritmo para verificar se o ponto está na região central, gere um x0 = A / y1 fictício. Isso gerará pontos com x < x1 com a frequência correta e, no caso raro de a camada 0 ser selecionada e x ≥ x1, use um algoritmo de fallback especial para selecionar um ponto aleatoriamente na cauda. Como o algoritmo de fallback é usado menos de uma vez em mil, a velocidade não é essencial.
Assim, o algoritmo zigurate completo para distribuições unilaterais é:
1. Escolha uma camada aleatória 0 ≤ i < n .
2. Seja x = U0xi
3. Se x < xi +1, retorna x .
4. Se i = 0, gere um ponto a partir da cauda usando o algoritmo de fallback.
5. Seja y = yi + U1(yi +1 − yi ).
6. Calcule f (x). Se y < f (x), retorne x .
7. Caso contrário, escolha novos números aleatórios e volte para a etapa 1.

Para uma distribuição bilateral, o resultado deve ser negado 50% das vezes. Isso pode ser feito convenientemente escolhendo U0 ∈ (−1,1) e, na etapa 3, testando se | x | < xi +1 .

### Algoritmos de fallback para a cauda
Porque o algoritmo zigurate só gera a maioria das saídas muito rapidamente e requer um algoritmo de fallback sempre que x > x1, é sempre mais complexo do que uma implementação mais direta. O algoritmo de fallback específico depende da distribuição.
Para uma distribuição exponencial, a cauda se parece com o corpo da distribuição. Uma maneira é recorrer ao algoritmo mais elementar E = −ln( U1 ) e deixe x = x1 − em( U1 ). Outra é chamar o algoritmo do zigurate recursivamente e adicionar x1 ao resultado.
Para uma distribuição normal, Marsaglia sugere um algoritmo compacto:
1. Seja x = −ln(U1)/ x1 .
2. Seja y = −ln(U2).
3. Se 2y > x2, retorne x + x1 .
4. Caso contrário, volte para a etapa 1.

Como x 1 ≈ 3,5 para tamanhos de tabela típicos, o teste na etapa 3 quase sempre é bem-sucedido. Como −ln(U1) é uma variável distribuída exponencialmente, uma implementação da distribuição exponencial pode ser usada.

### Otimizações
O algoritmo pode ser executado eficientemente com tabelas pré-calculadas de x i e y i = f (xi), mas há algumas modificações para torná-lo ainda mais rápido:
- Nada no algoritmo do zigurate depende da função de distribuição de probabilidade ser normalizada (integral sob a curva igual a 1). A remoção de constantes de normalização pode acelerar o cálculo de f(x).
- A maioria dos geradores uniformes de números aleatórios são baseados em geradores de números aleatórios inteiros que retornam um inteiro no intervalo [0, 232 − 1]. Uma tabela de 2−32 x i permite que você use esses números diretamente para U0 .
- Ao calcular distribuições de dois lados usando um U0 de dois lados, conforme descrito anteriormente, o inteiro aleatório pode ser interpretado como um número assinado no intervalo [−231 , 231 − 1], e um fator de escala de 2−31 pode ser usado.
- Em vez de comparar U0xi com xi +1 na etapa 3, é possível pré-calcular xi +1/x i e compare U0 com isso diretamente. Se U0 for um gerador de números aleatórios inteiros, esses limites podem ser pré-multiplicados por 232 (ou 231, conforme apropriado) para que uma comparação inteira possa ser usada.
- Com as duas alterações acima, a tabela de valores xi não modificados não é mais necessária e pode ser excluída.
- Ao gerar valores de ponto flutuante de precisão simples IEEE 754, que têm apenas uma mantissa de 24 bits (incluindo o 1 inicial implícito), os bits menos significativos de um número aleatório inteiro de 32 bits não são usados. Esses bits podem ser usados para selecionar o número da camada. (Veja as referências abaixo para uma discussão detalhada sobre isso.)
- Os três primeiros passos podem ser colocados em uma função inline, que pode chamar uma implementação fora de linha dos passos menos frequentemente necessários.

### Gerando as tabelas
É possível armazenar a tabela inteira pré-calculada ou apenas incluir os valores n, y1, A e uma implementação de f −1(y) no código-fonte e calcule os valores restantes ao inicializar o gerador de números aleatórios.
Conforme descrito anteriormente, você pode encontrar xi = f −1(yi) e yi +1 = yi + A/xi . Repita n − 1 vez para cada um das camadas do zigurate. No final, você deve ter yn = f(0). Haverá algum erro de arredondamento, mas é um teste de sanidade útil para verificar se ele é aceitavelmente pequeno.
Ao preencher os valores da tabela, basta assumir que xn = 0 e yn = f(0), e aceitar a ligeira diferença na área da camada n − 1 como erro de arredondamento.

### Encontrandox1eA
Dado um valor inicial (estimado) x1, você precisa de uma maneira de calcular a área t da cauda para a qual x > x1. Para a distribuição exponencial, isto é apenas e− x1, enquanto para a distribuição normal, supondo que você esteja usando o não normalizado f (x) = e−x2/2, isto é √π/2 erfc (x /√2). Para distribuições mais complicadas, pode ser necessária integração numérica.
Com isso em mãos, a partir de x 1, você pode encontrar y 1 = f (x1), a área t na cauda e a área da camada base A = x1y1 + t .
Em seguida, calcule as séries yi e xi como acima. Se yi > f(0) para qualquer i < n, então a estimativa inicial x1 era muito baixa, levando a uma área A muito grande. Se yn < f (0), então a estimativa inicial x1 era muito alta.
Dado isso, use um algoritmo de busca de raízes (como o método da bissecção) para encontrar o valor x1 que produz yn −1 o mais próximo possível de f (0). Alternativamente, procure o valor que torna a área da camada superior, xn −1(f(0) − yn −1), o mais próximo possível do valor desejado A. Isso economiza uma avaliação de f −1( x ) e é na verdade a condição de maior interesse.

## Variação de McFarland
Christopher D. McFarland propôs uma versão ainda mais otimizada.
Isso aplica três alterações algorítmicas, às custas de tabelas um pouco maiores.
Primeiro, o caso comum considera apenas as porções retangulares, de (0, yi −1 ) para (xi , yi) As regiões de formato estranho à direita destas (a maioria quase triangular, mais a cauda) são tratadas separadamente. Isso simplifica e acelera o caminho rápido do algoritmo.
Em segundo lugar, a área exata das regiões de formato ímpar é usada; elas não são arredondadas para incluir o retângulo inteiro para (xi -1 , yi ). Isso aumenta a probabilidade de que o caminho rápido seja usado.
Uma consequência importante disso é que o número de camadas é ligeiramente menor que n . Mesmo que a área das porções de formato ímpar seja tomada exatamente, o total soma mais do que o valor de uma camada. A área por camada é ajustada para que o número de camadas retangulares seja um número inteiro. Se o 0 inicial ≤ i < n excede o número de camadas retangulares, a fase 2 prossegue.
Se o valor procurado estiver em qualquer uma das regiões de formato ímpar, o método de alias será usado para escolher uma, com base em sua área real. Isso representa uma pequena quantidade de trabalho adicional e requer tabelas de alias adicionais, mas escolhe um dos lados direitos das camadas.
A região de formato ímpar escolhida é rejeitada, mas se uma amostra for rejeitada, o algoritmo não retorna ao início. A área real de cada região de formato estranho foi usada para escolher uma camada, de modo que o loop de rejeição-amostragem permanece nessa camada até que um ponto seja escolhido.
Terceiro, o formato quase triangular da maioria das porções de formatos estranhos é explorado, embora isso deva ser dividido em três casos, dependendo da segunda derivada da função de distribuição de probabilidade na camada selecionada.
Se a função for convexa (como a distribuição exponencial está em toda parte, e a distribuição normal é para |x|  > 1), então a função está estritamente contida dentro do triângulo inferior. Dois desvios uniformes unitários U1 e U2 são escolhidos e, antes de serem dimensionados para o retângulo que envolve a região de formato ímpar, sua soma é testada. Se U1 + U2 > 1, o ponto está no triângulo superior e pode ser refletido para (1− U1 , 1− U2). Então, se U1 + U2 < 1− ε, para alguma tolerância adequada ε, o ponto está definitivamente abaixo da curva e pode ser imediatamente aceito. Somente para pontos muito próximos da diagonal é necessário calcular a função de distribuição f(x) para executar um teste de rejeição exato. (A tolerância ε deve, em teoria, depender da camada, mas um único valor máximo pode ser usado em todas as camadas com pouca perda.)
Se a função for côncava (como a distribuição normal é para |x|  < 1), inclui uma pequena porção do triângulo superior, de modo que a reflexão é impossível, mas pontos cujas coordenadas normalizadas satisfazem U1 + U2 ≤ 1 podem ser imediatamente aceitos, e pontos para os quais U1 + U2 > 1+ε podem ser imediatamente rejeitados.
Na camada que atravessa |x|  = 1, a distribuição normal tem um ponto de inflexão e o teste de rejeição exato deve ser aplicado se 1− ε < U1 + U2 < 1+ ε.
A cauda é tratada como no algoritmo zigurate original e pode ser considerada um quarto caso para o formato da região de formato ímpar à direita.